# 磯村みどり
磯村 みどり（いそむら みどり、本名：磯村 登美恵、1940年（昭和15年）2月14日 - ）は、日本の女優。金城学院高等学校卒業、文化学院中退。

## 来歴
愛知県名古屋市朝日町（現在の中区錦三丁目）出身。
1955年、中学生の時に大映映画『蛍の光』公開を記念して募集された「ミス・蛍の光」に選ばれる。
高校在学中に丸山誠治監督に勧められ、『美しき母』にて映画初出演。その後も高校の休み期間中を使って清純な娘役として映画に出演。
1958年、高校卒業後に上京。NHK4俳優養成所の聴講生となり、1959年にNHK放送劇団入団。NHK『花咲く港』『虹が呼んでいる』などに出演してNHK専属となる。青春スターとして人気を集め、小林千登勢・馬渕晴子・冨士真奈美の初代「NHK三人娘」を引き継ぐ形で、小林・日野麻子と二代目「NHK三人娘」と呼ばれた。
1964年、専属を離れてフリーとなり、民放にも出演。
2021年3月20日、湘南オーガニックファーム株式会社の代表取締役に就任（前任は自由同和会神奈川県本部長の天野二三男）。

## エピソード
- 1969年（昭和44年）7月、モスクワ国際映画祭に出席のため、旧ソビエト連邦（現・ロシア連邦）の首都モスクワを訪れている。
- 趣味は絵画、七宝焼[1]。
- 1980年代に入ってから、寝具、着物、帯、ハンドバッグなどのデザイナーも務め、評価されている[1]。

## 出演

### 映画
- 美しき母（1955年、東宝）
- 婚約三羽烏（1956年、東宝）
- 幽霊タクシー（1956年、東京映画）
- 嵐の中の男（1957年、東宝）
- 東京のテキサス人（1957年、東宝）
- 森繁の僕は美容師（1957年、東宝）
- 東京の休日（1958年、東宝）
- 駅前旅館（1958年、東京映画）
- 葵の暴れん坊（1961年、東映京都）
- 若君と次男坊（1961年、東映京都）
- 松本清張のスリラー 考える葉（1962年、東映東京） - 井上美沙子
- 僕はボディガード（1964年、宝塚映画）
- 忍びの者 霧隠才蔵（1964年、大映京都）
- 幕末てなもんや大騒動（1967年、東宝＝宝塚映画＝渡辺プロ） - おゆき
- 座頭市血煙り街道（1967年、大映京都） - おみね
- ヒロシマの証人（1968年）
- 喜劇 おめでたい奴（1971年、東宝）
- オモニ 怒りは燃える（1978年、韓国民主回復統一促進国民会議）李小仙[2]
- 原子力戦争（1978年、ATG）
- 裸の大将放浪記 山下清物語 （1981年、現代ぷろ）
- 巣立ちのとき　教育は死なず（1981年）
- ユッコの贈り物 コスモスのように（1982年、現代ぷろ）
- PIPI とべないホタル（1996年） - 声の出演
- 石井のおとうさんありがとう 石井十次の生涯（2004年、現代ぷろ） - 石井乃婦子
- 九転十起の男3 グッドバイ（2007年）
- 筆子・その愛 -天使のピアノ-（2007年、現代ぷろ） - 筆子の母
- 狙った恋の落とし方。[3]（2008年） - ※中国映画
- 大地の詩 -留岡幸助物語-（2011年、現代ぷろ） - 福西志計子
- 眠り姫 Dream on Dreamer (2014年5月31日公開、サンブリリアント)
- 母 小林多喜二の母の物語（2017年）- 金田夫人 役
- 一粒の麦 荻野吟子の生涯（2019年）- 荻野かよ 役
- わたしのかあさん-天使の詩-（2024年、現代ぷろだくしょん） - 上野たつみ[4]

### テレビドラマ
- 鉄砲小弥太（1958年8月-1959年4月、NHK）
- お好み日曜座（1957年11月 - 1960年1月、NHK）
  - 花咲く港（1958年8月10日）
  - あやつり組由来記（1958年11月2日）
  - 命美わし（1959年2月22日）
- 虹が呼んでいる（1959年 - 1960年、NHK）
- 赤い椿の花（1961年4月 - 9月、NHK）
- 日は沈まず（1961年10月 - 1962年3月、NHK）
- 東京丸の内（1962年 - 1963年、NHK）
- テレビ指定席 / 下町（1963年、NHK）
- 虹の設計（1964年 - 1966年、NHK）
- 青年同心隊 第6話「中仙道つっ走り」（1964年、TBS）- おゆう
- 乗っていたのは二十七人（1965年、NET / 東映） - 浦上節子
- 黄色い風土（1965年11月 - 1966年4月、NET / 東映）
- 丸出だめ夫（1966年 - 1967年、NTV / 東映）
- 東京警備指令 ザ・ガードマン（TBS / 大映テレビ室）
  - 第3話「黒いアスファルト」（1965年）
  - 第46話「白昼の通り魔」（1966年）
  - 第106話「太陽に向って大追跡」（1967年）
  - 第204話「ガードマンを死刑台に送れ」（1969年）
  - 第264話「宝石と女の戦争」（1970年）
  - 第278話「怪談・壁からでる幽霊」（1970年）
  - 第292話「女の復讐は口笛にのって」（1970年）
  - 第302話「怪談・赤い糸で人を殺す幽霊」（1971年）
- 特別機動捜査隊 第221話「青春喪失」（1966年、NET / 東映）
- 銭形平次（CX / 東映）
  - 第2話「残された風車」（1966年5月11日） - お咲
  - 第178話「盗まれた首」（1969年9月24日） - お秋
  - 第451話「あばずれ」（1974年12月25日） - 結城屋の女将
  - 第626話「見習同心心得帳」（1978年6月14日）
  - 第828話「盗っ人の純情」（1982年）
- ライオン奥様劇場 / 母子舞い（1967年、CX / NMC） - 坂上夕子
- 七つの顔の男 第5話「ガールハンター」

（1967年、NET / 東映）
- チャコねえちゃん 第49話「パパこっちむいて」（1968年、TBS / 国際放映）
- 待っていた用心棒 第2話「町の中の野火」（1968年、NET / 東映）
- 大奥（1968年、KTV / 東映） - しの
- 堂島（1968年、KTV）
- 絢爛たる復讐 第3話「地獄のポロネーズ」（1969年、NET / 東映）
- 見合い恋愛（1969年8月 - 11月、NTV）
- 水戸黄門（TBS / C.A.L）
  - 第1部 第14話「叛逆者の群れ -讃岐-」（1969年11月3日） - 千加
  - 第5部 第19話「親恋し娘巡礼 -今治-」（1974年8月12日） - お弓
  - 第6部 第12話「宍道湖慕情 -松江-」（1975年6月16日） - 鏑木たえ
  - 第7部 第16話「突っ走れ!!韋駄天野郎 -鶴岡-」（1976年9月6日） - 綾
  - 第8部 第19話「人情灘の生一本 -兵庫-」（1977年11月21日） - おきわ
  - 第9部 第20話「帰って来た中乗りさん -木曽福島-」（1978年12月18日） - お光
  - 第11部 第8話「泥棒を助けた黄門様 -男鹿-」（1980年10月6日） - お絹
  - 第15部 第21話「意地で守った名人芸 -鳥取-」（1985年6月17日） - おかね
  - 第16部 第32話「剣が知ってた暗殺の罠 -仙台-」（1986年12月1日）- 美津
  - 第18部 第7話「孫を騙った悪い奴 -高崎-」（1988年10月24日） - おはま
  - 第20部 第31話「娘と名乗れぬ女掏摸 -宮津-」（1991年6月10日） - お常
- あしたからの恋（1970年4月 - 11月、TBS） - 中川としこ
- 鬼平犯科帳（NET / 東宝）
  - 第1シリーズ（1969年10月7日 - 1970年12月29日、NET系 火曜21時台時代劇枠）
    - 第17話「熊五郎の顔」（1970年1月27日） - おのぶ
    - 第65話「おしろい猫」（1970年12月29日） - お長

  - 第2シリーズ 第22話「殺しの掟」（1972年） - お清
- ポーラテレビ小説 / お登勢（1971年、TBS）
- 大岡越前（TBS / C.A.L）
  - 第2部 第13話「卍組始末記」（1971年8月9日） - お葉
  - 第4部 第22話「人情雛裁き」（1975年3月3日） - お島
  - 第5部 第13話「消えた千両富くじ」（1978年5月1日） - お浜
  - 第6部 第9話「千両富は俺のもの！」（1982年5月3日） - おかつ
  - 第9部 第11話「花嫁泣かせた出生の秘密」（1986年1月6日） - お才
  - 第12部 第8話「探す娘の胸に痣」（1991年12月2日） - おきぬ
- 世なおし奉行 第1話「命知らずのサムライたち」（1972年、NET / 東映）
- 必殺シリーズ（ABC / 松竹）
  - 必殺仕掛人 第11話「大奥女中殺し」（1972年） - 浦尾
  - 暗闇仕留人 第21話「仏に替りて候」（1974年） - おらん
  - 必殺商売人 第10話「不況に新商売の倒産屋」（1978年） - おもん
  - 必殺仕事人III 第36話「ニセ占いで体力消耗したのは主水」（1983年） - タエ
  - 必殺仕事人V・激闘編 第18話「主水、お嬢様に振り回される」（1986年） - お千賀
- 非情のライセンス 第1シリーズ 第20話「兇悪の正義」（1973年、NET / 東映） - 谷川秋子
- ウルトラマンタロウ 第20話「びっくり! 怪獣が降ってきた」（1973年、TBS / 円谷プロ） - お杉
- 編笠十兵衛（1974年、CX / 東映） - お縫
- 運命峠 第13話「百万両の遺産」(1974年、関西テレビ / 東映） - お葉の方
- 長崎犯科帳（1975年、NTV / ユニオン映画） - おぎん
- 銀河テレビ小説（NHK）
  - 遠きにありて（1975年）
  - 復活（1981年1月5日 - 1月30日）- ぬい
  - ときめき（1986年） - 長良ゆき
- 遠山の金さん（NET / 東映）
  - 第1シリーズ第17話「裏入学をあばけ!!」(1976年） - お槇
  - 第2シリーズ第7話「八百八町の星が泣いた」（1979年） - お銀
- ベルサイユのトラック姐ちゃん 第2話「ベルトラ姐ちゃん大暴れ!」（1976年、NET / 東映）
- 桃太郎侍 （NTV / 東映）
  - 第42話「涙で見送る子の門出」（1977年）
  - 第226話「エレキを食った鬼二匹」（1981年） - お房
- 新五捕物帳 第30話「折れたかんざし」（1978年、NTV / ユニオン映画） - おみち
- 特捜最前線 （ANB / 東映）
  - 第76話「妻が凶器を振るうとき!」（1978年）
  - 第314話「妻たちの犯罪日誌!」（1983年）
- Gメン'75 第183話「奥様族の遺留指紋」（1978年、TBS / 東映） - 竹本妙子
- 風鈴捕物帳 第8話「さらば借金地獄」（1978年、ANB / 東映）
- 吉宗評判記 暴れん坊将軍 第55話「奮戦! いも侍」（1979年、ANB / 東映） - 佐伯七重
- 連続テレビ小説 本日も晴天なり（1981年、NHK） - 大原邦世
- 大奥 第27話「塵に咲く花」（1983年、KTV / 東映） - 瑤泉院
- 土曜ワイド劇場 / 処刑刑師 先生が非行生徒を殺した!?（1984年9月29日、ANB）
- 火曜サスペンス劇場（NTV）
  - 愛する妻への遺書（1985年10月8日）
  - フルムーン旅情ミステリー4 遠い記憶（1991年7月2日） - 松野由紀
- 愛の天使（1994年、THK） - 沙都美と絵里の母
- 南町奉行事件帖 怒れ!求馬II 第11話「お見合いにご用心!」（2000年、TBS / C.A.L） - るん
- 水曜ミステリー9 / 捜査検事・近松茂道7 美濃土鈴伝説殺人事件（2007年5月5日、TX / BSジャパン） - 池内絹

### 舞台
- 水の華
- 水森かおり新春公演「初夢　恋どろぼう」（2010年1月2日～26日、中日劇場）
- 恋せよ乙女（2013年10月18日-22日）
- 橘家桜子一座～したまちの唄～（2014年8月20日-25日）
- 緋色のくちづけ（2014年10月4日-8日）

### その他のテレビ番組
- 磯村みどりの素敵なこの人（テレビ愛知）
- テレビショッピング　新健康生活
- さわやかおしゃれショッピング

ほか多数